# Carlton Davis
Carlton Davis III (Carol City, 31 dicembre 1996) è un giocatore di football americano statunitense che milita nel ruolo di cornerback per i New England Patriots della National Football League (NFL).

## Carriera

### Tampa Bay Buccaneers
Davis fu scelto nel corso del secondo giro (63º assoluto) del Draft NFL 2018 dai Tampa Bay Buccaneers. Debuttò come professionista nella vittoria della settimana 1 per 48–40 contro i New Orleans Saints mettendo a segno 4 tackle. La sua stagione da rookie si concluse con 40 tackle, 4 passaggi deviati, un fumble forzato e uno recuperato. Nella settimana 12 della stagione successiva fece registrare il primo intercetto in carriera ai danni di Matt Ryan degli Atlanta Falcons.
L'8 aprile 2020, Davis annunciò di passare dal numero di maglia 33 al 24 in onore dello scomparso Kobe Bryant. La sua terza stagione si chiuse guidando i Buccaneers con 4 intercetti. Il 7 febbraio 2021, nel Super Bowl LV contro i Kansas City Chiefs campioni in carica, partì come titolare nella vittoria per 31-9, conquistando il suo primo titolo.
Davis aprì la stagione 2021 con un intercetto su Dak Prescott nella vittoria sui Dallas Cowboys.

### Detroit Lions
L'11 marzo 2024 Davis fu scambiato con i Detroit Lions. Nel decimo turno mise a segno due intercetti su C.J. Stroud nella vittoria sugli Houston Texans.

### New England Patriots
Il 10 marzo 2025 Davis firmò un contratto triennale del valore di 60 milioni di dollari con i New England Patriots.

## Palmarès
- Super Bowl : 1

Tampa Bay Buccaneers: LV
- National Football Conference Championship: 1

Tampa Bay Buccaneers: 2020